# Berlești
Berleşti é uma comuna romena localizada no distrito de Gorj, na região de Oltênia. A comuna possui uma área de 57.88 quilômetros quadrados e sua população era de 2381 habitantes segundo o censo de 2007.